# Hugh Hamshaw Thomas
 Hugh Hamshaw Thomas (Wrexham, País de Gales, 29 de maio de 1885 -  Cambridge, Inglaterra, 30 de junho de 1962) foi um paleobotânico britânico.
Recebeu a Medalha linneana em 1960.